# 2012年の中国における反日活動

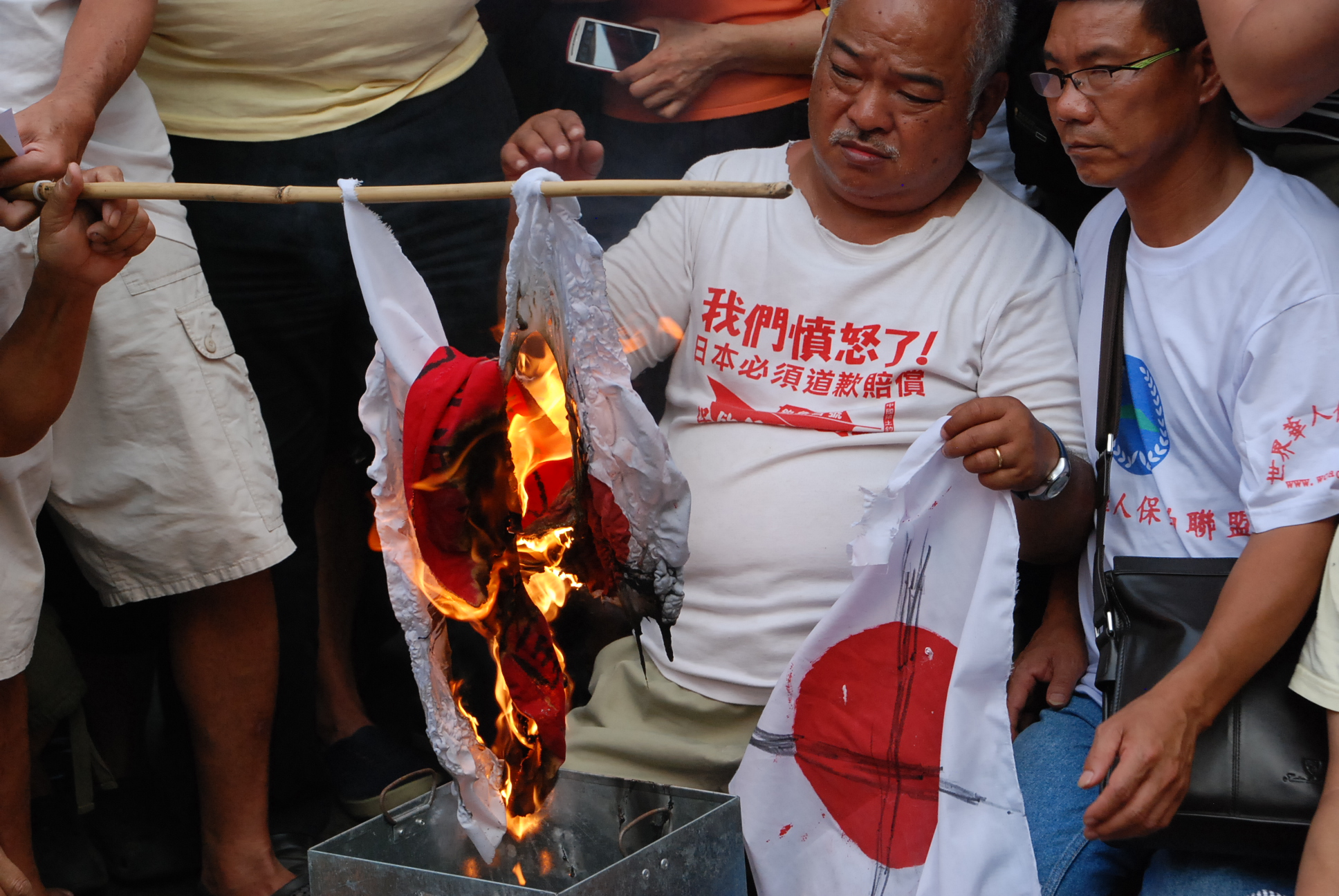
在香港日本国総領事館前で燃やされる日章旗（2012年9月16日）

2012年の中国における反日活動（2012ねんのちゅうごくにおけるはんにちかつどう）とは、2012年（平成24年）に発生した香港活動家尖閣諸島上陸事件以降に中華人民共和国で実施されていた反日デモ活動。
特に日本政府の尖閣諸島3島の国有化以降に中国の各都市で行われた反日デモは、2005年の中国における反日活動の規模を超える最大規模のデモとなり、デモ隊が暴徒化し大規模な破壊・略奪行為に発展した。

## 概要

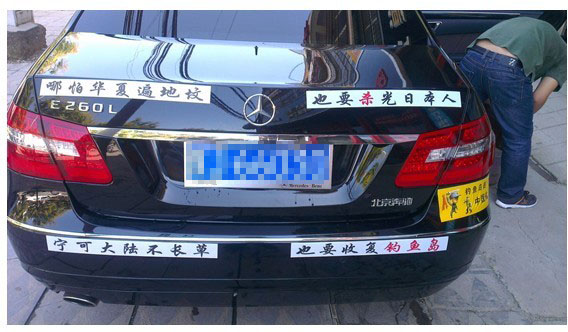
反日示威活動のため車に貼られたステッカー。「哪怕华夏遍地坟，也要杀光日本人（中国人は一人残さず戦死しても、日本人を一人残さず皆殺しにしろ）」「宁可大陆不长草，也要收复钓鱼岛（中国全土を草一本も残さずの死地になるも、釣魚島を奪還せよ）」などのスローガンが掲げられている。

2012年（平成24年）8月15日に、保釣行動委員会のメンバーである中国本土・香港・マカオの活動家と、人民解放軍幹部が設立したフェニックステレビクルーが乗船する船舶が日本の領海を侵犯し、活動家数名が尖閣諸島（中国では「釣魚島」、台湾では「釣魚台」と呼ぶ）に上陸した。活動家の上陸と海上保安庁による検挙はフェニックステレビによって生中継された。この活動家等の逮捕・強制送還後、中国では反日デモが繰り広げられた。
9月10日に日本政府が尖閣諸島を民間から買い上げ国有化することを閣議決定すると、中国の各メディアは大々的に尖閣特番を編制し中国国民の反日感情を煽り連日に渡って反日デモが繰り返されるようになった。
そして土曜日となった9月15日には、日中国交正常化以降最大規模で2005年（平成17年）の中国における反日活動を超える規模となる反日デモが中国各地で発生し、日本企業への大規模な襲撃が引き起こされる事態に至った。
日系企業の工場や日系自動車会社の販売店などは徹底的に破壊された後に放火され、事後の操業が困難となった。
また、日系スーパーやコンビニエンスストアは大規模な破壊と略奪行為に晒され、中国人が経営する日本料理店や路上を走行中若しくは駐車中の中国人所有の日本車も破壊された。
このため、日本料理店や日本車所有者は被害を避けるため、閉店した上で店頭に五星紅旗を掲げたり尖閣諸島の中国領有を主張するステッカーを張るなど自衛策に追われた。
これらの騒乱では私服警察官や中国共産党員によってデモが扇動されたことが一部確認されており、100元（約1,200円）をもらって官製デモに参加した人がいることや、デモを支援する出資者がいて当局による組織的動員の可能性があることも報じられている。また当初は尖閣諸島国有化に対して穏便に対処する予定だった胡錦濤中国指導部だが、8月10日に李明博韓国大統領が竹島を訪問して日韓間で重大な問題になり、中国共産党内の保守派の「なぜ、中国だけが日本に弱腰なのか」という意見が強まり、次期共産党総書記に内定している保守派の習近平国家副主席の親友の栗戦書が先立って党中央弁公庁主任に就任すると、習近平が主導して対日強硬路線に転じ、反日デモを容認・推奨したことが報じられている。
また、デモが拡大するにつれ参加者が毛沢東の肖像画を掲げる事例が見受けられたが、毛沢東を象徴として祭り上げるのは、経済格差が少なかった毛時代への国民の憧憬を政治利用して民衆の人気を集め、最終的に失脚した薄熙来と同じであり、経済格差による国民の不満の拡がりと保守派が台頭する中国の現状を表したものであると分析されている。
中国以外にはアメリカ・オランダ・韓国でも現地在住の中国人によって反日官製デモが行われている。
王雪萍（東洋大学）は、中国の歴史教科書が日本の中国侵略の説明について、1980年代までは資本主義と制封建勢力が結合した権力集団が責任を持つとしてきたが、1990年代以降、階級を分けて日本国内の矛盾を説明する内容がなくなり、戦争責任を日本という国家全体に帰するようになり、一部の軍国主義者と一般国民を区別する方法をやめたことによって、反日デモの矛先が日本政府、資産階級のみならず、一般国民にも向けられるようになったと分析している。

## 反日デモの経緯

### 香港活動家尖閣諸島上陸事件以降
2012年（平成24年）8月15日に香港活動家尖閣諸島上陸事件で中国の活動家らが尖閣諸島魚釣島に上陸し、日本の官憲に逮捕されて強制送還されたことから、8月18日、8月19日にはインターネットでの呼びかけで集まった参加者によりデモ活動が実施された。18日には中国の4都市で尖閣諸島の領有権を主張するデモ活動が実施され、このうち河北省成安県では数百人で行われ、尖閣諸島問題に合わせて日本製品不買や「日本軍国主義」への反対も主張された。
翌19日には18日以上に多くの都市でデモが開催され、より多くの参加者が集まった。四川省成都では当初は数十人規模のデモ隊の複数が合流していき3000人以上にまで拡大した。これを受けて日系企業の各商店を地元警察官が厳重警戒することになり、伊勢丹のように安全のために臨時休業の措置をとった店舗も存在する。広東省等の一部の都市では、デモの参加者が日章旗にバツ印をつけて燃やしたり日本料理店に乱入したりガラスを割るなど、一部暴徒化する事態も発生した。
一週間後の8月25日と8月26日にもデモが実施された。25日に山東省日照市で実施されたデモ活動には約1,000人が集まり、警察官が警備する中約5キロメートルをデモ行進し、途中で日本料理店を見つけると警察官の制止を振り切りペットボトルや小石を投げつけ、入り口や2階のガラスを割った。26日のデモ活動には各地で約数百人 - 千人の参加者が集まった。中国当局が民衆の反日活動を抑制すると政府批判に転化する可能性もあることから、一部のデモを容認している模様である。

### 3島の国有化以降
東京都の尖閣諸島購入計画を阻止することで中国の反発を和らげ「平穏かつ安定的に維持管理するため」として、2012年9月10日に日本政府は、魚釣島、北小島、南小島の国有化を最終決定し、翌11日に埼玉県在住の地権者から20億5千万円で購入、正式に日本国への所有権移転登記をして国有化を完了した。
これに対し、中国政府のほとんどのテレビや新聞などの多くのメディアが異例とも言えるほど大々的に尖閣特番を編成し、徹底的に中国国民の反日感情を煽った。
国有化が最終決定した同月10日から13日までに上海市だけでも日本人への暴行が多発し、報告されたものだけでも日本人4人が負傷した。
これについて中華人民共和国版Twitterとも言われる「新浪微博」では「殴るのはよいことだ。痛快だ。小日本は最終的に滅亡してしまえ」「野田（総理）が罪を犯したからこうなるんだ」等と暴行を支持する書き込みが相次いだ。
また14日には広東省東莞で日本人が2、3人の中国人により背後から暴行され、手や足を負傷した。

#### 9月15日
国有化決定以後も比較的小規模なデモは毎日続いていたが、同月11日と13日に中華人民共和国外交部の報道官が「日本の誤ったやり方に対する義憤は理解できる」「中国全土が日本の誤った行動に憤りをたぎらせ、政府による正義の要求や対抗措置を支持している」等と発言し、暴力的なデモを容認するかのような姿勢を見せていたことから、土曜日の同月15日にはデモの規模が一気に拡大し、中国の50都市以上で反日デモが発生し、各地に武装警察が投入されるほどまでに抑制が効かなくなった。
北京の日本大使館前には、日中国交正常化以降最大の規模となる2万人のデモ隊が押しかけ、規制用の鉄柵を突破して卵や石を投げつけたり日章旗を燃やすなど暴徒化した。
江蘇省蘇州、陝西省西安、湖南省長沙ではそれぞれ1万人規模のデモが発生し、蘇州では暴徒たちが日系スーパー「蘇州泉屋百貨」の店舗を破壊し宝飾品などの商品を略奪し、外国企業が多数集積している高新区にある通称「商業街」（正式名 淮海街）では、主に中国人が経営する日本食レストランやゴルフショップを無差別に破壊し営業不能に陥れた。西安では一部の暴徒が武装警察によってホテル内部に拘束され、これに反発した屋外の暴徒たちがホテルのガラスを割るなどした。
長沙では当局者と見られる人物が反日スローガンを書いた横断幕を配り、暴徒たちが日章旗を焼き捨て、日本車のガラスを割ったり転覆させたり、日系スーパー「平和堂」の2店舗を破壊・略奪・放火するなどした。
長沙の平和堂の2店舗は売り場全域が徹底的に破壊され、衣服、酒類、高級時計などの商品のほとんどが略奪され、被害総額は10億円超、数か月は営業ができない被害を受けた。
山東省青島でも数千人規模のデモ隊の一部が暴徒化し、日系スーパー「ジャスコ黄島店」のガラスを鉄パイプで破壊した後に商品を略奪し、パナソニックとミツミ電機の工場やトヨタと日産自動車の販売店を襲撃し徹底的に破壊した後に放火した。
徹底的に破壊・略奪されたイオン黄島店は商品の8割が略奪され被害総額は25億円に上り、現地社長の日本人は「これはデモではなく官製テロだ」と語った。
重慶市では3,000人規模のデモが発生し、四川省成都でも「セブン-イレブン」3店が破壊・略奪されるなどした。

##### 西安反日デモ日本車襲撃事件
左官業を営む蔡洋は「日頃食べるだけが精一杯」という惨めな現状の鬱憤を晴らすため建奎らと共にデモに参加し、デモにより身動きがとれなくなった一台のトヨタ・カローラに襲い掛かり、車を庇おうとした同乗していた李健利（51歳）の頭部をバイクのU字ロックで数回殴り、興奮状態から上半身裸になり「愛国無罪！」「造反有理！」と叫んだ。李健利は一命は取り留めたものの意識不明に陥り右半身不随の後遺症が残った。
建奎は犯行翌日に出頭し、蔡洋は新浪微博での投稿を起因に中国公安当局に逮捕され、他にも複数の加害者が逮捕された。2013年に陝西省西安市 碑林区人民法院は蔡洋に懲役10年と被害者に対する補償金25万8860元（約432万6000円）の支払い、建奎に懲役1年、他の被告4名に懲役1年9ヶ月、警備の武装警察隊員を襲い負傷させたとした被告1名（未成年）に懲役1年を言い渡し、雁塔区人民法院と長安区人民法院が被告5名に懲役1年10ヶ月を言い渡し、合計12名が有罪となった。
李健利は中古車販売仲介会社勤務であったが右半身付随により歩行困難になり、言語能力も大きく損失し、自力の日常生活は困難であり治療を毎日受け、収入がなくなったため家計は困難を極めた。李健利の妻は判決に不満で上告を望んだ。

#### 9月16日
9月16日には地方の中小都市を含む少なくとも108の都市で反日デモが行われ、全土で数十万人が官製デモに参加したと見られ、各地では前日に比べて警察による警備体制が大幅に強化された。広東省広州では1万人規模のデモが行われ、一部の暴徒たちが日本総領事館への侵入を企て、総領事館と同じ敷地にあるホテル「花園酒店」のロビーや日本食レストラン、日本車を破壊した。
また同省深圳市では複数の数千人規模のデモが発生し、暴徒たちが市共産党委員会の庁舎に侵入したり警察車両を破壊し、これを止めようとした警察官に暴行したため、武装警察が放水し催涙弾も発射した。北京の日本大使館前では武装警察が大幅に増員されたことから、デモは前日ほどの混乱にはいたらなかった。
日本人が暴行を受けたという情報はないが、北京では日本人がレストランで日本語を話すと脅迫され、タクシーの乗車拒否をされる事態が相次いでおり、深圳では日本人滞在者が嫌がらせの電話を受けた事例もあった。
西安におけるデモ隊のリーダーの一人は西安警察幹部である中国共産党員の朱錮であることが確認されている。その他の地域におけるデモも私服警官や治安部隊が指揮を執って行われた。

#### 9月17日
複数の都市でデモが行われたが、各地で警備が大幅に強化された上に平日ということもあり官製デモの規模は格段に縮小した。また同日には地元警察が、15日に山東省青島や広東省の広州で破壊活動を行った暴徒の一部を特定して拘束したことを発表した。
また陝西省西安では地元警察が15日の破壊活動に関する容疑者の情報提供を呼びかけ、市内中心部でのデモを禁止した。

#### 9月18日
9月18日は満洲事変の発端となった柳条湖事件の発生した日であり、中国全土ではこの日に合わせて大規模なデモの呼びかけがおこなわれた。日本側ではこの動きを警戒して、北京の日本大使館が9月18日の窓口業務休止を決めたほか、各地の日系商店でも9月18日を臨時休業とする事例が相次いだ。
また9月16日に中国政府が設けた東シナ海での休漁期間が開けており、9月17日には中国の漁業監視船が1,000隻の漁船を引きつれて尖閣諸島周辺に接近するとの情報が日中のメディアで報じられ、日本側では、海上保安庁が巡視船増派による警戒を強化する一方、尖閣上陸に備えて沖縄県警の出動も視野に入れた。防衛省は通常の空からの警戒のほか、海上警備行動の発令に備えて自衛艦の尖閣諸島近海への移動を開始した。自衛艦と中国海軍艦艇の衝突の可能性も懸念されていたことから、中国国内のデモの行方についても一層緊張感が高まった。結局、過去最多となる12隻の中国公船（海洋監視船「海監」10隻と漁業監視船「漁政」2隻）が接続水域に進入し、3隻が一時領海を侵犯したが、1,000隻の大漁船団は現れなかった。
これに対して海上保安庁は日本全国から巡視船を増派し過去最大の50隻体制で警備にあたった。

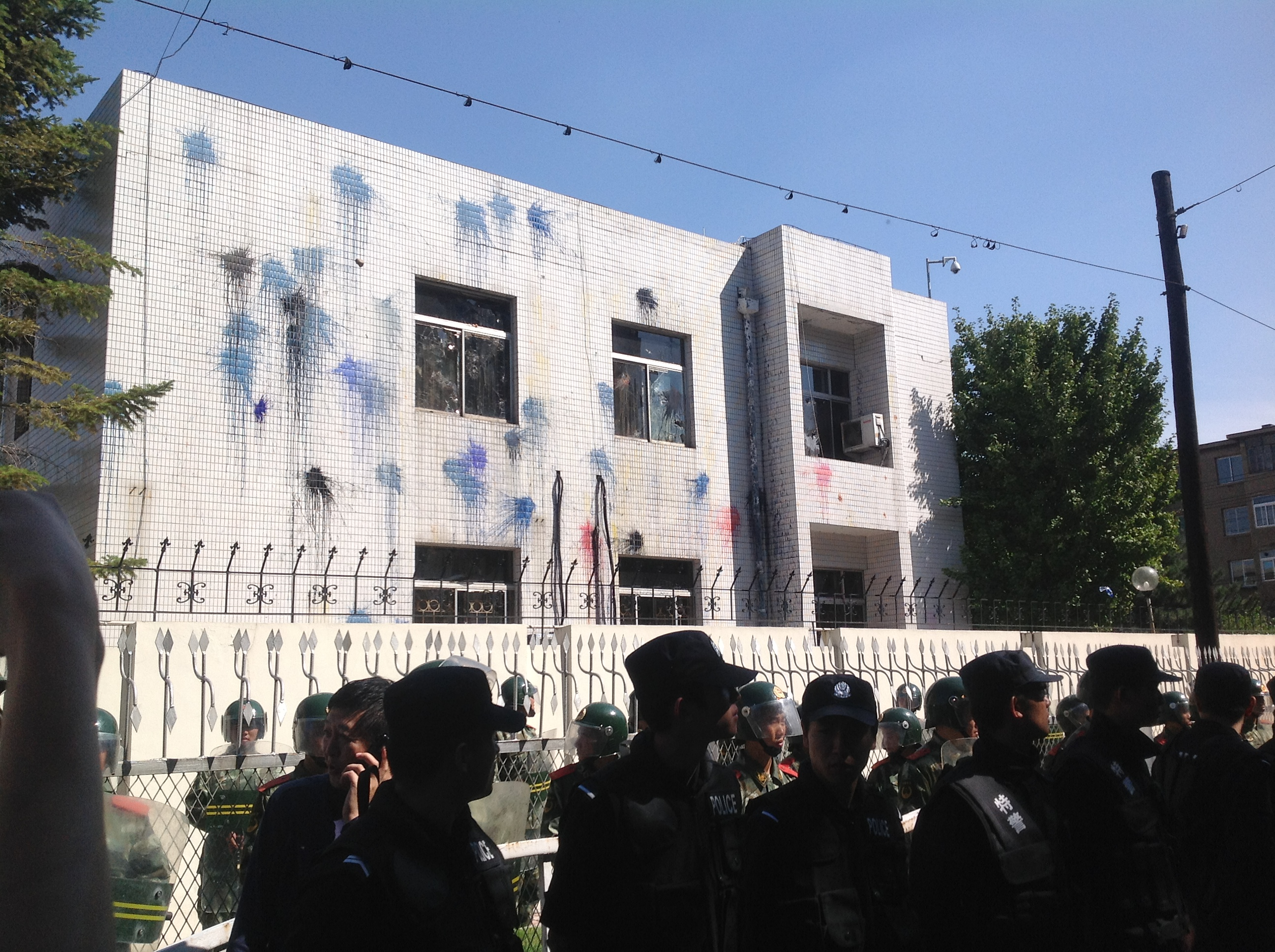
デモ隊に襲われた在瀋陽日本国総領事館。壁面には投げつけられたペンキが散らばり、窓ガラスは割られている（2012年9月18日）

この日のデモはこれまでで最大となる110都市以上で行われ、遼寧省瀋陽市では2000人がデモに参加し、日本総領事館に投石しガラス67枚を割り、周囲の日系企業や日本食レストランにもペットボトルなどを投げつけた。
北京の日本大使館では早朝にガラス球や金属などでガラス6枚が割られているのが発見され、大使館前では5,000人が「島を返せ」等と叫びながらデモ行進をし厳重に警備する警官隊ともみ合いになった。上海の日本総領事館でも1万6千人あまりが官製デモに参加し「日本を滅ぼし沖縄を取り戻せ」等と書かれたプラカードを掲げてデモを行ったが、現地警察が厳重に警備・統制をしたため15日のような大きな破壊行為はなかった。広東省広州でも日本総領事館の前で1,000人あまりがデモを行った。
雲南省珠江のアウディの販売店では中国人スタッフ達が「也要殺光日本人、也要収復釣魚島（日本人を皆殺しにしろ、魚釣島を取り戻せ）」という横断幕を掲げたことから、アウディジャパンはTwitterの公式アカウントで日本国民に謝罪した。また上海のユニクロの店舗が現地従業員の判断で中国の尖閣領有を主張する張り紙を掲げたため、ユニクロと持株会社のファーストリテイリングは「一企業が政治・外交に関していかなる立場もとるべきでない」との考えから遺憾の意を示し、再発防止に努めることを発表した。

#### 9月19日
中国政府が反日デモの抑制を強め各都市でデモ禁止の通達を出したことから、中国全土で数箇所でしかデモは行われなかった。また「新浪微博」では、当局の規制（金盾）により「反日」のキーワード検索が出来無くなった。

## 反日デモに対する反応

### 各国の政界
日本政府
内閣総理大臣の野田佳彦は9月16日に出演したNHK『日曜討論』において、「中国政府に対し抗議するとともに、安全確保を強く求めていきたい」と述べ、日本のとるべき対応の二本柱として「毅然とした対応」と「冷静さ」をあげた。翌17日には内閣官房長官の藤村修、内閣危機管理監の米村敏朗、外務事務次官の河相周夫を内閣総理大臣公邸に呼び、情報収集と中国国内の邦人保護に緊張感を持って対応するよう指示した。また不測の事態に備えて、同日に開催された2012年9月民主党代表選挙の福岡での立会演説会を欠席し、東京からインターネット中継で参加した。
中国政府
9月17日に中国外交部副報道局長の洪磊は、反日デモに参加した暴徒たちにより日系企業が襲撃され大きな被害が出たことについて「その責任は日本が負うべきだ」と主張し、「事態が深刻化するかどうかは日本側の対応にかかっている」と日本側の尖閣諸島護持の動きをけん制した。
9月18日に北京でアメリカ国防長官のレオン・パネッタと会談した国防相の梁光烈は一連の暴力的なデモ活動について「騒ぎを起こした責任は完全に日本にある」と主張し、前日にパネッタが尖閣諸島が日米安全保障条約の適用対象であることに言及したことに「断固反対する」と表明した。
また、翌19日にパネッタと会談した次期中国共産党総書記に内定している国家副主席の習近平は、日本の尖閣諸島国有化について「日本は中国の主権と領土を侵害する過った言動をただちに止めるべきだ」「日本国内の一部の政治勢力が茶番を演じている」「国有化が領土問題を激化させた」と批判し、尖閣諸島に対する日米安保の適用について「米国が釣魚島の主権問題に介入せず、事態を複雑化させないことを望む」と牽制した。
アメリカ政府・議会
9月17日に東京で行われた防衛大臣森本敏との会談後の共同記者会見で、パネッタは、両国が冷静に対応し平和裏に問題を解決することに期待する考えを示し、尖閣諸島が日米安全保障条約の適用範囲内であることにも言及した。ただし他国の領土問題に関して特定の立場をとらないアメリカの基本的外交政策を踏まえて、領有権の正当性に関することには言及しなかった。
9月20日、上院外交委員会の東アジア太平洋小委員会委員長のジム・ウェッブ民主党議員は「梁光烈中国国防相が発言した『日本に対して、さらなる行動を取る権利がある』と主張したのは『軍事力を使う』と脅かしているようにしか聞こえない。これは、アメリカにも直接影響を与える」と述べ、中国の姿勢に強い懸念を示した。また反日デモについては「中国政府に扇動されている」とし官製デモであると非難した。
東京都
9月19日に東京都知事の石原慎太郎は、中国公船の領海侵犯への日本の対応について「もっと過剰、過激なことになったら『寄らば切るぞ』と言ったらいい」と主張し、暴力的なデモについては「酷い。これはテロ。民度が低い」と批判し「本質的に反権力、反体制のエネルギーだと思うが、共産党政権がうまい具合に矛先をそらして日本に向けさせており、作為的。やらせだ」と分析した。

### 各国のメディア
日本メディア
『読売新聞』は9月17日と9月19日付の社説で、一連の破壊行為を「狼藉」と位置づけ「日本の対中感情は悪化するばかり」とし、中国政府による容疑者の厳正な処分、海上保安庁による万全の尖閣警備、日本政府から中国政府への日系企業と邦人の安全確保の強い申し入れ、日米両国の協力による中国への働きかけ、在日米軍の機能強化、尖閣諸島の日本領有に関する国際的アピール等の必要性を主張した。
中国メディア
多くの中国メディアは各地で暴徒が日系企業等を襲撃、放火、略奪したことを伝えず「理性的な態度で現場警察の誘導に従い、皆さんの協力に感謝する」「デモは秩序的に行われた」などと報じ、当局の統制のもとで虚偽報道を行った。
一方、9月16日の中国メディア『財訊』は「破壊活動の最大の被害者は中国人民で、反日デモを反中国政府デモに繋げることこそ日本政府のシナリオ」とし、「中国製品やサービスの質を向上させることで、日本製品やサービスを退出させることが、破壊的な反日デモよりも良い」と主張した。翌9月17日の中国共産党の機関紙『人民日報』は「日本政府による国有化という茶番に有効に反撃した」と反日デモを評価する一方で、「同胞の財産に損害を与えたり、中国に滞在する日本人に怒りをぶつけたりするのは極めて不当だ」として暴徒化については批判した。また共産主義青年団の機関紙『中国青年報』も「日本のメディアが他人の不幸を喜ぶかのように中国の反日が『暴徒化した』と伝えている」と報じ反日デモ参加者の暴徒化を戒めた。
シンガポールメディア
石之瑜（国立台湾大学）は、『聯合早報』9月11日付け「南シナ海で強硬姿勢を取るよりもシャトル外交を」において、尖閣諸島問題で、台湾は劣勢にあり、主として中国と日本が対立する中で、台湾が第三者としての日中間のシャトル外交を通じて、両者が面目を保つ形で合意を図り、平和的解決に一役買うことができれば、国際社会において地位を確立できると述べている。
欧米メディア
9月16日付け『ニューヨーク・タイムズ』は、反日デモを伝える記事で、「どうして日本は新たに失われた10年を求めるようなことをするのか。20年も歴史を遡るようなことをしようとするのか。中国は常に経済カードを非常に注意深く切ってきた。しかし、主権をめぐる争いで、もし日本が挑発を続けるならば中国もその戦いに立ち上がるだろう」と結論付けた。これについてロバート・キャンベルは、「この記事は、一番大切な結論のところで人民日報の社説をそのまま引用している。すごく挑戦的な言葉で締めくくっている」と評した。
『南ドイツ新聞』は、カイ・シュトゥリットマイヤー記者による「愛国主義者の怒り」と題した9月17日付の記事で、中国で警察が介入することなく反日デモが行われる時は、突発的でないものとみなされ、中国共産党は危険なゲームを行っており、中国共産党はマルクスと毛沢東を葬り、その代替イデオロギーとして愛国主義を中国人が結束する接着剤として利用して、自国の問題から中国人の気を逸らしており、政党の実力者が汚職を行っていると判断され、その配偶者は殺人犯とされ、次期後継者と目される人物が2週間行方不明になっているが、中国政府が気を逸らしているため、中国人は日本を攻撃の標的として非難している。中国共産党による屈辱を中国人が忘れるために、日本からのただ一つの屈辱が歴史として中国人に伝えられているが、中国人は日本を非難するだけでなく、日本に対して弱腰且つ愛国主義でなさすぎるとして自国の指導層を罵る声が既に出始めており、それは中国共産党にとって危険であると論じている。
9月18日付け『タイムズ』は「日本の短気で性急な言動は日本全体に冷たい風を吹かせている」と、一連の騒動の非は日本にもあると書いた。これに対して宮崎哲弥は「日本のPRベタ。日本側は挑発なんかしていない。自国の領土を国有化しただけだ」と評した。
9月18日付け『ザ・バンクーバー・サン』はジョナサン・マンソープ論説委員による「中国指導部が諸島を巡る反日抗議を指揮している」と題する記事で、1970年に国連報告書が尖閣諸島海域に石油と天然ガスの埋蔵を指摘するまで、日中間で争いの種はなく、今回の反日デモは、中国当局が助長しており、それは数ヶ月後に迫る中国共産党と中国政府を指導する次期後継者を巡り、その渦中にある派閥が反日国粋主義を利用している節があり、中国共産党は中国人に強い反日的偏見を抱かせ、それは最悪だった毛沢東の支配から中国人の注意を逸らすことが目的であったが、国粋主義や超愛国主義が中国共産党指導部に向けられる危険性に気付いており、反日デモを助長する一方で、統制もしている、と指摘している。
『アイリッシュ・タイムズ』は「シャドーボクシング」と題した9月18日付の社説で、中国において定期的に吹き出す愛国心や反日感情は、国民の団結を図り、国内問題から目を逸らすために中国共産党によって演出されており、今回の反日デモも、指導者から退く胡錦濤あるいは新指導者である習近平が中国人民解放軍での立場を強化するために助長されたとの分析がある、と論じている。
『フランクフルター・アルゲマイネ・ツァイトゥング』は「何をするか予測のつかない中国」と題した9月18日付の論説で、「中国における対日抗議行動は中国の本性を現しており、危険である」として、中国では、権威主義体制が同意しないかぎり、何人も公に抗議行動は行えず、中国共産党指導部が交代する本年は様々な派閥争いが生じ、経済も大きな課題に直面する中で、外国のスケープゴートはまさに好都合であり、今回の反日デモは、野党や反体制勢力はおろか、法治国家も多元主義も存在しない中国の予測不可能性を示しており、経済的な中国依存は誤りであるが、残念ながら実際はそのようになっていると論じている。
『ウォール・ストリート・ジャーナル』は「理解に苦しむ中国デモ隊の反日過激行動」と題した9月19日付け社説で、反日の憎しみの炎を煽ってその後沈静化させるのは中国政府の典型的手段であり、中国共産党の歴史的正当性は侵略者である日本を駆逐したことであるから、反日感情をくすぶらせ続けるのは中国共産党にとって恩恵があり、中国が自国民からの都合の悪い経済ニュースや政治的スキャンダルから目を逸らそうとしていると分析し、石原は摩擦をもたらす極端なナショナリストで、野田総理は尖閣諸島を国有化することで中国との摩擦を避けるため責任ある行動をしたと評し、「究極的に中国は、外国貿易や投資を育んで安定的で理性的で信頼できる大国としての評判を得るという国益よりも、ナショナリスト的な衝動を優先したことによって、代償を支払うだろう。問題は、中国の指導者たちがその最悪の衝動を抑えようとしないならば、その代償が高価にならざるを得ず、その代償を支払わなければならないのは中国以外の何者でもない、ということだ」と結論付けた。さらに、『ウォール・ストリート・ジャーナル』は「中国の愛国主義者の怒り」と題した9月25日付の社説で、反日デモ活動家は、日本の全滅を呼びかける横断幕を掲げて「日本のビジネスを破壊したり放火したりしたことは、理解に苦しむ」として、中国共産党は、反日感情を維持することで利益を得ており、それは、中国政府が日本の侵略者を追い出し、世界における中国の地位を回復したという正統性を得ているからであるが、日本に対する怒りを制御しなければ、反日デモ活動家の非難が中国政府に向かう。さらに、中国政府は武力衝突の危険を高める措置を講じており、アメリカは中国の近隣諸国への侵略に対して断固とした対応をとる必要があり、さもなくば、中国政府は、愛国主義者の怒りにまかせておいても構わないと考えるだろう、と論じた。
『フィナンシャル・タイムズ』は「中国と日本の島をめぐる問題」と題した9月19日付の社説で、中国は尖閣諸島問題を平和的に解決すると繰り返しているが、反日感情の高まりから外交的手段による緊張の高まりを抑えることが不明瞭になっており、過去の中国共産党は、自らの信頼回復のために愛国主義的感情を扇動することを厭わなかったが、今回の反日デモは、こうした扇動が急速に制御不能になる危険性を示唆しており、日本は長く中国共産党の政治的武装の道具であったが、今回の反日デモでは、かかる愛国主義が急速に制御不能な状況に連鎖し、大衆的騒乱への対応に抑制を示すべきであるとした。
ビル・エモットは、『ラ・スタンパ』9月22日付け「中国・日本 世界を恐れさせる争い」において、汚職と経済成長のスピード低下から国内世論の圧力を受けている中国共産党は、自国民の愛国心を鼓舞するために反日デモを利用しており、過去の大戦はささいな紛争やわずかな計算ミスが発端となったが、世界は東シナ海の小さな島々のために再度こうした状況が発生しないことを祈らなければならない、と述べている。
ジャンピエール・カベスタン（香港浸会大学）は、『フィガロ』9月25日付け「中国は尖閣諸島を忘れよ」において、1945年の国民政府は、尖閣諸島と釣魚島が同じ島であることを理解しておらず、この問題をとりあげることなく、1952年に日本と平和条約を締結し、中国は本件に一言も言及しなかったが、石油の埋蔵が指摘されたことから、中国のナショナリストが目覚め、領土問題を棚上げした鄧小平の政策に反し、現在の中国共産党指導者はそれを乗り越えられると信じているが、日本は譲歩せず、さらにアメリカの同盟国であるから、尖閣諸島での武力衝突は急速に拡大するため、EUは「中国が釣魚島を忘れる」か、法的手段で紛争を解決するように中国へ圧力をかけるべきであると述べている。

### 各国の民間
日本の民間
在外中国人
9月15日に本国のデモ活動に合わせて、サンフランシスコで3000人の在米中国人や中国系アメリカ人が「日本は釣魚島から出ていけ」等と書かれたプラカードを掲げてデモを行った。一部のデモ参加者は在サンフランシスコ日本総領事館にも押しかけたが大きな混乱はなかった。翌16日にはニューヨークで中国系アメリカ人1,000人が「日本軍国主義を打倒せよ」などのスローガンを掲げて反日デモを行った。
9月19日にはオランダ・ハーグの日本大使館前で300人の在オランダ中国人が、9月20日には韓国・ソウルの日本大使館前で在韓中国学人学者連合会の会員70人が尖閣デモを行った。